# MTV Video Music Brasil de clipe do ano
O melhor videoclipe do ano é uma categoria do prêmio musical Video Music Brasil, promovido anualmente pela MTV Brasil, cujo objetivo é premiar o melhor videoclipe do ano, independente de seu estilo. Este prêmio esteve ativo entre 1995 e 2004, mas retornou em 2007 e continua até a edição atual.

## Edições
| Ano  | Vencedor                                          | Indicados | Ref    |
| ---- | ------------------------------------------------- | --- | ------ |
| 1995 | Marisa Monte - "Segue o Seco"                     | Nando Reis — "Me Diga" Os Paralamas do Sucesso — "Uma Brasileira" Raimundos — "Bê A Bá" Skank — "Te Ver" | [ 1 ]  |
| 1996 | Os Paralamas do Sucesso - "Lourinha Bombril"      | Barão Vermelho — "Vem Quente Que Eu Estou Fervendo" Chico Science e Nação Zumbi — "Manguetown" Raimundos — "I Saw You Saying" Titãs — "Eu Não Aguento" | [ 2 ]  |
| 1997 | Os Paralamas do Sucesso - "Busca Vida"            | Carlinhos Brown — "A Namorada" Karnak — "Alma Não Tem Cor" Skank — "Uma Partida De Futebol" Zélia Duncan — "Enquanto Durmo" | [ 3 ]  |
| 1998 | Os Paralamas do Sucesso - "Ela Disse Adeus"       | Caetano Veloso — "Não Enche" Cidade Negra — "Realidade Virtual" Raimundos — "Andar Na Pedra" Racionais MC's — "Diário De Um Detento" | [ 4 ]  |
| 1999 | Skank - "Mandrake e os Cubanos"                   | Caetano Veloso — "Sozinho" Capital Inicial — "O Mundo" Cidade Negra — "Já Foi" Otto — "Bob" | [ 5 ]  |
| 2000 | O Rappa - "A Minha Alma (A paz que eu não quero)" | Ira! — "Bebendo Vinho" Lenine — "Paciência" Marisa Monte — "Amor I Love You" Pato Fu — "Made in Japan" | [ 6 ]  |
| 2001 | O Rappa - "O que sobrou do céu"                   | AD — "AD#27 (Get Down)" Charlie Brown Jr. — "Rubão, o Dono do Mundo" Gabriel O Pensador — "Até Quando?" O Rappa — "O Que Sobrou do Céu" Sandy & Junior — "Enrosca" | [ 7 ]  |
| 2002 | Titãs - "Epitáfio"                                | Charlie Brown Jr. — "Hoje Eu Acordei Feliz" Frejat — "Segredos" MV Bill — "Só Deus Pode Me Julgar" O Rappa — "Instinto Coletivo" | [ 8 ]  |
| 2003 | Marcelo D2 - "Qual É?"                            | Capital Inicial — "Quatro Vezes Você" Charlie Brown Jr. — "Só por Uma Noite" Los Hermanos — "Cara Estranho" Skank — "Dois Rios" | [ 9 ]  |
| 2004 | Marcelo D2 - "Loadeando"                          | O Rappa - "O Salto" Pitty - "Equalize" Sandy & Junior - "Desperdiçou" Skank - "Vou Deixar" | [ 10 ] |
| 2007 | Pitty - "Na sua estante"                          | Autoramas - "Mundo Moderno" Cachorro Grande - "Você Me Faz Continuar" Cansei de Ser Sexy - "Alala vr2" Charlie Brown Jr. - "Não Viva Em Vão" Ira! - "Eu Vou Tentar" Mukeka Di Rato - "Rinha de Magnata" MV Bill - "Língua De Tamanduá") Sandrão - "Respeito Oriental" Skank - "Seus Passos"          | [ 11 ] |
| 2008 | NX Zero - "Pela Última Vez"                       | Bonde do Rolê - "Solta O Frango" Cachorro Grande - "Roda Gigante" Cansei de Ser Sexy - "Rat Is Dead" Charlie Brown Jr. - "Pontes Indestrutíveis" CPM 22 - "Escolhas, Provas e Promessas" Marcelo D2 - "Desabafo" Nação Zumbi - "Bossa Nostra" O Rappa - "Monstro Invisível" Pitty - "De Você"        | [ 12 ] |
| 2009 | Skank - "Sutilmente"                              | Black Drawing Chalks - "My Favorite Way" Cachorro Grande - "Dance Agora" Emicida - "Triunfo" Júpiter Maçã - "Modern Kid" Mallu Magalhães - "Vanguart" Nando Reis - "Ainda Não Passou" Nervoso e os Calmantes - "Eu Que Não Estou Mais Aqui" O Rappa - "Súplica Cearense" Pública - "Casa Abandonada" | [ 13 ] |
| 2010 | Restart - "Recomeçar"                             | Capital Inicial - "Depois Da Meia-Noite" Banda Cine - "A Usurpadora" Diogo Nogueira - "Tô Fazendo A Minha Parte" Mallu Magalhães - "Shine Yellow" Marcelo D2 - "Meu Tambor" Mombojó - "Pa Pa Pa" NX Zero - "Só Rezo" Skank - "Noites De Um Verão Qualquer" Vespas Mandarinas - "Sem Nome"            | [ 14 ] |
| 2011 | Emicida - "Então Toma"                            | Criolo - "Subirusdoistiozin" Garotas Suecas - "Banho de Bucha" Jota Quest - "É Preciso (A Próxima Parada)" Lurdez da Luz - "Andei" Mallu Magalhães - "Nem Fé, Nem Santo" Mombojó - "Antimonotonia" Móveis Coloniais de Acaju - "O Tempo" Pitty - "Só Agora" Thiago Pethit - "Nightwalker"            | [ 15 ] |